# Dunkelziffer (Krimi)
Der Kriminalroman Dunkelziffer ist ein Thriller des deutsch-griechischen Autors Dimitris Papakonstantinou und erschien 1988 erstmals bei Rowohlt.

## Inhalt
Aus einem genau, aber nicht ohne entspannten Humor gezeichneten Sittenbild einer durchschnittlichen, bürgerlichen griechischen Einwandererfamilie mit erwachsenen Kindern der zweiten Generation macht Papakonstantinou unversehens einen Krimi. Eine enge Schulfreundschaft zu einem Sohn aus reicher Hanseatenfamilie wird durch dessen plötzlichen, gewaltsamen Tod zum GAU der friedlichen familiären Beziehungsstrukturen. Die Mitglieder kommen sehr unterschiedlich gut damit zurecht. Das Verhalten des zunächst hauptverdächtigen Sohns wird für alle Beteiligten zunehmend zum Rätsel, spannend beschrieben aus mehreren Perspektiven. Das Buch entpuppt sich im Verlaufe mehr und mehr als Psychothriller.
Der Titel Dunkelziffer erklärt sich unerwartet als Anspielung einer witzigen Nebenfigur, eines jungen Schnösels von Agenturmitarbeiter, auf die „Dunkelziffer der Glücklichen“ – derer, die eine Partnervermittlungsagentur nie und nimmer benötigen. Auch der vorkommende Polizeipsychologe ist bemerkenswerterweise eine reine Nebenfigur mit leichtem Eifersuchtsproblem. Der Roman genügt in seiner Konstruktion und Charakterzeichnungen ohne Abstriche literarischen Kriterien, ist keine eilig hingeschriebene Anhäufung von Klischees.